# Hotel Iturbide
Das Hotel Iturbide war das erste Luxushotel der Stadt Mazatlán im mexikanischen Bundesstaat Sinaloa. Es befand sich an der zentralen Plaza Machado. In ihm residierten diverse berühmte Persönlichkeiten, die im ausgehenden 19. Jahrhundert nach Mazatlán kamen. Unter ihnen befanden sich einige Vertreter der mexikanischen Regierung sowie die berühmteste mexikanische Sängerin dieser Zeit, Ángela Peralta, die am 30. August 1883 in Nummer 10 dieses Hotels starb.

## Geschichte
Das Hotel Iturbide wurde 1878 eröffnet und bot seinen Gästen neben anderen Annehmlichkeiten einen direkten Zugang zum unmittelbar angrenzenden Teatro Rubio. Das komplette Gebäude, in dem sich sowohl das Hotel als auch das Theater befanden, war 1877 von Juan Bautista Hernández erworben worden. Bautista Hernández war Gesellschafter des spanischen Unternehmens Hernández Mendía y Asociados, das in den 1870er Jahren mehrere Immobilien in Mazatlán besaß. Das Hotel Iturbide gehörte zu den wichtigsten Gebäuden der Stadt und war das luxuriöseste Hotel der Stadt im ausgehenden 19. Jahrhundert.
Seit 1989 befindet sich in dem Gebäude das Centro Municipal de las Artes.